# 北九州下関フェニックス
北九州下関フェニックス（きたきゅうしゅうしものせきフェニックス、英語: Kitakyushu Shimonoseki Phoenix）は、日本のプロ野球球団である。福岡県北九州市を拠点に、2022年より独立リーグの九州アジアリーグに所属している。2021年設立、設立者は堀江貴文。
発足当時の球団名は「福岡北九州フェニックス」（ふくおかきたきゅうしゅうフェニックス）だったが、初年度シーズン中の2022年9月に2023年度より現球団名に変更することが告知され、2023年2月1日をもって変更された。
リーグの試合日程表での略称は2023年度までは「北九州」だったが、2024年度からは「北九州下関」となった。

## 概要
堀江貴文は2004年のライブドア社長時代に起きたプロ野球再編問題の際に株式会社ライブドアベースボールを設立し、不死鳥を意味するフェニックスを球団名に採用して「ライブドア・フェニックス」として日本プロ野球 (NPB)参入を目指したものの、楽天との競合の末に実現はならなかった。
2021年に堀江は、北九州市を本拠地とし、球団名を「福岡北九州フェニックス」として独立リーグの九州アジアリーグに2022年から参入を目指して加盟申請を行なった。
2021年5月26日に堀江ら球団設立関係者が開いた記者会見では、オンラインサロンでの提案から話が具体化したこと（そもそものきっかけは堀江と火の国球団代表の神田康範の交友から）、球団社長となる槇原淳展もオンラインサロンのメンバーであることを説明するとともに、堀江自身はスポンサー集めやマーケティング、広報活動等に取締役として関与するとした。人口・経済規模や野球の浸透度から北九州を本拠と決め、運営費は年間1億円を想定し、リーグ加盟は夏から秋頃に最終審査となる予定と述べた。北九州市からも賛同を得ており、新球団は「たまにしか野球を見ないようなライトな人」の取り込みを目指すこと、NPBで出場機会の乏しい選手の受け皿になるなどの形での連携を考えていること、また球団名は幻となった前記の「ライブドア・フェニックス」の名を流用したことを堀江は明らかにした。ユニフォームもライブドア・フェニックスから引き継ぐとし、初年度の選手は25人を予定していた。
2021年9月10日に九州アジアリーグへの新規加盟申請が承認され、17日に設立者の堀江貴文と代表取締役の河西智之が出席して北九州市内で正式参入記者会見が開かれた。この会見においてクラウドファンディングおよびクラブトークンの発行によって約1,200万円を集めたことが明らかにされた。今後のスケジュールとして10月下旬に球団ロゴ、エンブレム、ユニホームのデザインを決定し、10月30日と11月3日に球団のトライアウトを行い、12月頃に監督・コーチを決定する見込みであるとした（後述の通り、実際には11月に監督を発表）。
設立者の堀江はこの会見で球団の事業展開について語り、「地方にはプロスポーツのコンテンツが足りない」「プロスポーツはすそ野が広がれば広がるほどレベルが上がっていく」「夢のアイデアより現実的なアイデアをたくさん実行する」といった発言を残している。将来的な構想として、韓国や台湾とのリーグの連携、ボールパークの建設、さらにスポーツベッティング導入などを挙げており、ファン獲得の施策として「選手と一緒にゴルフコンペができたらファンはうれしい」「往年のレジェンド選手に1日監督をしてもらう」などのアイデアも示した。「1日監督」については、「往年のレジェンド選手」とは異なるが、2024年シーズンにGINTA（元Repezen Foxx）を起用する形で初めて実施されることになった。

### 開催球場
2021年5月時点では北九州市民球場を本拠地に予定するとしていたが、9月の会見では当面は本拠地の球場を持たず、北九州市や山口県下関市など近隣の自治体でスケジュールに空きのある球場を使用するとした。2022年1月28日に発表された公式戦日程では未定10試合を除く26試合中、前年9月の発表にあった福岡県と下関では、北九州市民が3試合（開幕カード）、中間仰木彬記念球場で8試合、下関球場（オーヴィジョンスタジアム下関）で6試合、県営筑豊緑地野球場で3試合を開催するほか、長崎県の平戸市総合運動公園赤坂野球場で3試合、大分との3試合を通常は大分ホームとなる大分県中津市の大貞総合運動公園野球場（ダイハツ九州スタジアム）で実施する予定としていた。2月18日の体制発表会掲示の資料では北九州市民の試合数が9で最多、次いで北九州市立大谷球場で8試合、以下ダイハツ九州（6試合）、下関（6試合）、中間仰木彬記念（4試合）、平戸赤坂（3試合）、筑豊緑地（3試合）となっていた。3月11日にリーグが発表した日程の改訂版では筑豊緑地や中間での開催がなくなる一方、前回未定だった試合も含めて北九州市民（公式戦6試合・ソフトバンク3軍との交流戦3試合）、下関（8試合）、ダイハツ九州（10試合）が増え、大牟田市延命球場で2試合、北九州市立的場池球場と光陵グリーンスタジアム（宮若市）で各1試合（他に平戸3試合は前回と同じ）という形に変わった（未定5試合）。チームの体制発表で名前の出た大谷球場は含まれていない。その後、中止試合の振替開催として筑豊緑地球場が予定され、5月30日に初めて開催された。最終的に2022年シーズンは、シーズン途中に日程に組み込まれた筑豊緑地球場が10試合で最多、次いで下関の9試合、北九州市民の7試合、ダイハツ九州6試合の順となった（その他の球場は3月11日発表と同数）。
長崎県の平戸市総合運動公園赤坂球場ではキャンプも実施される。
2023年1月26日に発表された同年度の日程（主催39試合、うち公式戦33試合、ソフトバンク3軍・4軍との交流戦6試合）の開催球場のうち、約半分に当たる19試合は球場未定となっている。開催が決定しているのはいずれも福岡県外となる下関（15試合）・ダイハツ九州（3試合、対戦相手は地元外の宮崎サンシャインズ）・平戸（2試合）である。その後2月16日発表の修正版日程表で、ホーム開幕戦が北九州市民球場となった。3月2日に発表された修正版日程で、未定18試合のうち15試合の球場が決まり、下関（15試合）・北九州市民（9試合）・ダイハツ九州（7試合、対戦は宮崎と火の国）・平戸（2試合）に加え、筑豊緑地（1試合）、前年は開催のなかった県営春日公園野球場（2試合）となる。開幕前日の3月17日に未定だった交流戦3試合が北九州市民に決まり、北九州市民は12試合となった。最終的に2023年は、下関13・北九州市民12・ダイハツ九州7・筑豊緑地3・春日公園と平戸が各2という開催数となった。
2024年2月9日に発表された同年度の公式戦日程（ソフトバンク3・4軍との交流戦は未反映）では、主催35試合中下関が最多の12試合で、以下筑豊緑地10試合、北九州市民8試合、平戸2試合、春日公園1試合のほか、別府市民球場での主催1試合が含まれていた（未定1試合あり）。2月15日にソフトバンク3・4軍との交流戦（6試合）の日程が発表されたが、当球団については下関での2試合以外は球場・日程とも未定となっていた。3月7日の修正版日程で、未定だった公式戦1試合が北九州市民での開催となり同球場での開催は9試合となった。3月19日に、未定となっていたソフトバンク3軍・4軍との日程と開催球場が決定し、該当4試合は北九州市民と筑豊緑地で2試合ずつを実施する形となった。その後、天候不順等による試合中止と振替により、最終的には筑豊緑地が16試合で最多、次いで下関の11試合、北九州市民の9試合という順になり、別府市民で予定された1試合は中止された（筑豊緑地に振替）。
2025年は開幕前の3月3日時点の日程で主催35試合の開催球場は、下関13試合、北九州市民12試合、筑豊緑地7試合、平戸2試合、的場池1試合の内訳となっている。
2022年3月まで球団代表を務めた河西智之（代表退任後は顧問弁護士）はインタビューで、「将来的に、自前のスタジアムを持って安定的・継続的な収益を上げられるしくみを模索する」と述べていた。2025年7月17日、球団は北九州市八幡東区にある大谷球場を取得したと発表した。取得に際して球団社長の竹森広樹は、現状ではリーグの公式戦開催基準を満たしていないため、当面は野球教室や地域イベントでの利用を想定しており、リーグとも調整の上で「来季の終わりくらいには公式戦を開催できるようになりたい」という目標を語った。

## 歴史

### 2021年
- 4月 - 球団の運営会社となる福岡北九州フェニックス株式会社が設立。
- 5月22日 - 堀江貴文が福岡県にプロ野球新球団の設立を計画していることを西日本新聞（および西日本スポーツ）が報じた[38][9][39]。同日、テレビ朝日の取材に対してリーグ側は設立計画の存在を認め、審査などを経て加盟の承認を判断するとした[40]。テレビ朝日の報道では本拠地は北九州市民球場を予定し、4月にリーグへの加盟申請がなされ、設立の正式発表は2021年夏以降の予定としていた[40]。
- 5月24日 - 報道を受けて多くの取材が殺到したため、26日にチーム創立者の堀江と代表取締役（当時）の槇原淳展が出席してオンライン記者会見を開くことを発表[41][42]。
- 5月26日 - 球団設立に関する緊急記者発表会をオンラインで開催[43]。
- 6月21日 - CAMPFIRE上にてチーム運営資金のクラウドファンディングを開始[44]。
- 6月 - 槇原淳展が代表取締役を退任。後任に弁護士の河西智之が就任[35]。
- 7月2日 - ブロックチェーン技術を活用したトークン発行型クラウドファンディングサービス「FiNANCiE」と提携し、クラブトークンの新規発行と販売開始を発表[45]。
- 7月31日 - 球団テーマソングの制作を北九州市出身の175Rが担当すると発表[46]。
- 9月10日 - 九州アジアリーグへの新規加盟申請が一般社団法人九州アジアプロ野球機構理事会において承認[47]。
- 9月11日 - 球団トライアウトの募集を開始[48]。
- 9月17日 - 北九州市内にて九州アジアリーグ正式参入記者会見を開催[49]。
- 9月18日 - 球団トライアウトの無料オンライン配信を決定。それに伴い、トライアウト開催および配信に必要な資金のクラウドファンディングを開始[50][51]。
- 10月17日 - 前代表取締役の槇原淳展が役員を辞任[52]。
- 10月21日 - 寺原隼人が投手コーチに就任[53]。
- 11月5日 - 10月30日と11月3日に実施したトライアウトの合格者13人を発表[54]。
- 11月17日、西岡剛が選手兼任で初代監督に、ジョニー・セリスがヘッドコーチにそれぞれ就任することが発表された[55]。
- 11月24日、ベースボール・チャレンジ・リーグの埼玉武蔵ヒートベアーズと合同トライアウトを実施[56]。埼玉は堀江貴文がアドバイザーを務める球団である。

### 2022年
- 2月18日 - 北九州市内で体制発表会を開き、監督・コーチのほか選手29人が紹介された[57]。
- 3月2日 - アレックス・カブレラの子息で、元シンシナティ・レッズのラモン・カブレラが選手兼任コーチとして入団することを発表[58]。
- 3月11日 - 初の対外試合となるKMGホールディングス硬式野球部とのオープン戦をKMGホールディングス夜須グラウンドで実施（結果は0対2）[59]。
- 3月19日 - 予定されていた開幕戦（北九州市民球場、対熊本戦）が雨天中止となる[60]。開幕セレモニーだけは実施され、堀江貴文が始球式をおこなった[60]。
- 3月20日 - 北九州市民球場で初の公式戦を開催（対熊本、2-7で敗戦）[61]。
- 3月21日 - 対熊本戦（北九州市民球場）で公式戦初勝利（7-3）[62]。
- 3月 - 当月をもって河西智之が球団代表および運営会社役員を退任して顧問弁護士となる[35]。
- 7月23日 - チーム内に新型コロナウイルス感染症の陽性判定者が複数発生して試合規定の選手数を満たせなくなったため、7月27日から29日までの対熊本戦（主催は熊本）が中止となる[63]。
- 8月6日 - 投手コーチの寺原隼人が選手兼任に契約変更となり[64]、東京ヤクルトスワローズ時代以来3年ぶりに現役に復帰した[65]。
- 8月31日 - ヘッドコーチのジョニー・セリスが選手兼任に契約変更となった。これにより、球団のコーチは全員が選手兼任となった[66]。
- 9月15日 - 2023年度シーズンから球団名を「北九州下関フェニックス」に変更することを発表[1]。発表リリースの中では、「関門都市圏として北九州と古くから密接な関係を築き、地域間の連携が活発な下関市でのチーム活動や社会貢献にも力を入れていく」としている[1]。
- 9月25日 - 参加初年度の公式戦が終了[67]。火の国と5.5ゲーム差の2位[68]。
- 10月29日 - コーチ兼任選手の寺原隼人の退団（および選手の引退）が発表された[69]。

### 2023年
- 1月27日 - 2月16日に2023年度の体制発表会を実施すると告知[70]。
- 2月1日 - 本日付をもって球団名を予告通り「北九州下関フェニックス」に変更[2]。
- 2月16日 - 今シーズンの体制発表会を下関市内で実施[71][72]。
- 9月23日 - 2023年の公式戦を終了。開幕から5連勝したが、その直後に6連敗、また6月にも5連敗を記録し[20]、39試合終了時点で首位火の国とは7.5ゲーム差だった[73]。6月から7月にかけて10連勝をあげ[20]、一時は3.5ゲーム差まで詰めたものの[74]、結局前年と同じ2位でシーズンを終了した。
- 10月26日 - NPBドラフト会議にて、大江海透がオリックス・バファローズから球団初となる指名（育成2巡目）を受けた[75]。

### 2024年
- 1月26日 - ヘッドコーチ兼選手のジョニー・セリスの退任（選手としては任意引退）と、選手の中村道太郎が兼任でヘッドコーチに就任することをそれぞれ発表[76][77][78]。
- 2月16日 - この日下関市内で開催された新体制発表会で、監督の西岡が総監督に、選手兼任投手コーチの松本直晃が監督に、選手の平間隼人が兼任野手コーチに、それぞれ就任することが発表された（西岡と松本は「選手兼任」との表記がなく、いずれも専任）[79]。また、3月16日付で社長の竹森が会長となり、後任の社長にCROSS FM社長の大出整が就任することもあわせて発表された[80]。
- 4月22日 - DJ銀太を6月9日の対宮崎サンシャインズ戦で「1日監督」として起用することを発表[14]。
- 5月1日
  - 前年で任意引退となっていた投手の本野一哉が、任意引退解除・現役復帰の上で兼任コーチに就任したことを発表[81]。
  - 社長に内定していた大出について、CROSS FMと北九州球団会社双方における「最適な経営資源配分」の観点から、選任決議を取り消したと発表[82]。過去の発表では大出の就任予定は「3月16日」となっていたが、今回の発表は「退任」ではなく「内定した決議の取り消し」であるため、実際には就任しなかったとみられる。
- 5月27日 - 6月9日に1日監督を務めるDJ銀太が「GINTA」の登録名で内野手として入団したことを発表[83]。
- 6月9日 - この日の対宮崎戦で事前予告通りGINTAが1日監督兼選手を務め、7回に代打として出場した[84]。試合は9対7で勝利した[85]。GINTAは翌10日に自由契約となった[84]。
- 9月8日 - 初のリーグ優勝を達成[86]。
- 9月28日 - 初出場となったグランドチャンピオンシップは準決勝から参加したが、準々決勝から勝ち上がった栃木ゴールデンブレーブス（ベースボール・チャレンジ・リーグ、開催県枠）と延長戦（タイブレーク制）の末に敗退した[87]。
- 11月1日 - 総監督の西岡の退任を発表[88]。
- 12月10日 - 監督の松本およびコーチ2人の退任と[89]、来シーズンの監督として平間隼人（選手兼任）、同じくコーチ3人（いずれも選手兼任）の就任を[90]、それぞれ発表した。

### 2025年
- 7月17日 - 大谷球場を取得したことを発表[36]。

## 成績

### シーズン
| 年度 | 監督     | 順位 | 試合 | 勝利 | 敗戦 | 引分 | 勝率 | ゲーム差 |
| ---- | -------- | ---- | ---- | ---- | ---- | ---- | ---- | -------- |
| 2022 | 西岡剛   | 2    | 74   | 39   | 35   | 0    | .527 | 5.5      |
| 2023 | 西岡剛   | 2    | 77   | 43   | 28   | 7    | .606 | 8.0      |
| 2024 | 松本直晃 | 1    | 76   | 55   | 18   | 3    | .753 | 10.5※    |

- 年度の金地は優勝
- ※優勝の場合は2位とのゲーム差。
- 特記事項
  - 2022年は対大分戦4試合の振替を実施せず、未消化となった[91]。
  - 2023年は対火の国戦1試合の振替を実施せず、未消化となった[92]。

### グランドチャンピオンシップ
- 2024年 - 準決勝敗退（対戦は栃木）

## 運営会社代表取締役
1. 槇原淳展（2021年4月 - 2021年6月）
2. 河西智之（2021年6月 - 2022年3月31日）[注釈 3]
3. 竹森広樹（2022年4月1日 - ）

## マスコットキャラクター
球団エンブレム発表時からキャラクターが描かれており、愛称を公募・選考した（候補を3つに絞って最終選考）。前記のトークン保有者による投票により、「フェニーくん」に決定した。
初年度は着ぐるみがなかったが、クラウドファンディングで集めた資金も用いて製作され、2023年2月16日の体制発表会で公開された。

## チアリーディングチーム
2024年シーズンより公式アイドルチアリーダー「FeatherBeats」（フェザービーツ）が結成されている。アイドルグループ「民族ハッピー組」のメンバーだった小泉里紗が球団職員としてプロデュース。試合のない日はライブアイドルとしても活動する異色のチアリーダーである。

## チームの特徴
2022年3月20日のホーム開幕戦では、監督の西岡の発案により、攻撃中にクラブミュージックを球場内に流す試みを取り入れたが、周辺住民からの苦情もあり途中から音量を下げ、翌日の試合でも音量を絞って使用された。西岡は、新たに発足したチームなので既存の応援団とは異なるスタイルを作った方が面白いという理由を述べている。
また西岡は、独立リーグの選手はオフの間アルバイトをして十分な運動をこなしていないという理由でキャンプの際朝5時半から午後1時までに練習を限定し、開幕後も試合中のパフォーマンスを高めるため試合前のシートノックは実施していない。

## 提携
2023年11月に韓国の独立リーグ球団である坡州チャレンジャーズと協定を結び、2024年シーズン開幕前に坡州側が来日してキャンプを実施した後、交流戦をおこなうとされた。

## 評価・課題
2021年5月26日の記者会見に対して、独立リーグの取材を重ねてきた広尾晃は、堀江の構想を「極めて現実的」と評している。一方阿佐智は「（堀江の進め方に）慎重な姿勢がうかがえる」と評しながらも、ソフトバンクの存在する地域でのフランチャイズの成否や本拠地に想定する北九州市民球場の確保（アマチュア野球との調整）、また確保できてもその運用（独立リーグにはオーバーキャパシティ）に課題があると指摘した。前記の通り、その後球場に関しては北九州市民球場の本拠地化を見送ることになった。